# Psicastenia
Psicastenia é uma neurose caracterizada por queda do nível de tensão psicológica, fazendo o paciente ter depressões, obsessões, compulsões, perda do sentido da realidade e perda gradual da personalidade. Caracteriza-se também por esgotamento nervoso, com traços de fadiga mental, impotência diante do esforço, cefaleias, distúrbio gastrointestinais, inquietude, tristeza.
A psicastenia, a partir dos trabalhos de Janet, é caracterizada pelo esgotamento nervoso com estigmas, orgânicos (astenia muscular, perturbações gastrointestinais, cefaleias) uma astenia mental (fatigabilidade, impotência diante do esforço, desespero em face do obstáculo; inserção difícil no real e no presente: o que Janet chamava 'a perda da função do real') enfim perturbações da emotividade (tristeza, inquietude, ansiedade paroxística). M. Foucault - Doença Mental e Psicologia. 